# 千葉県道149号八日市場府馬線

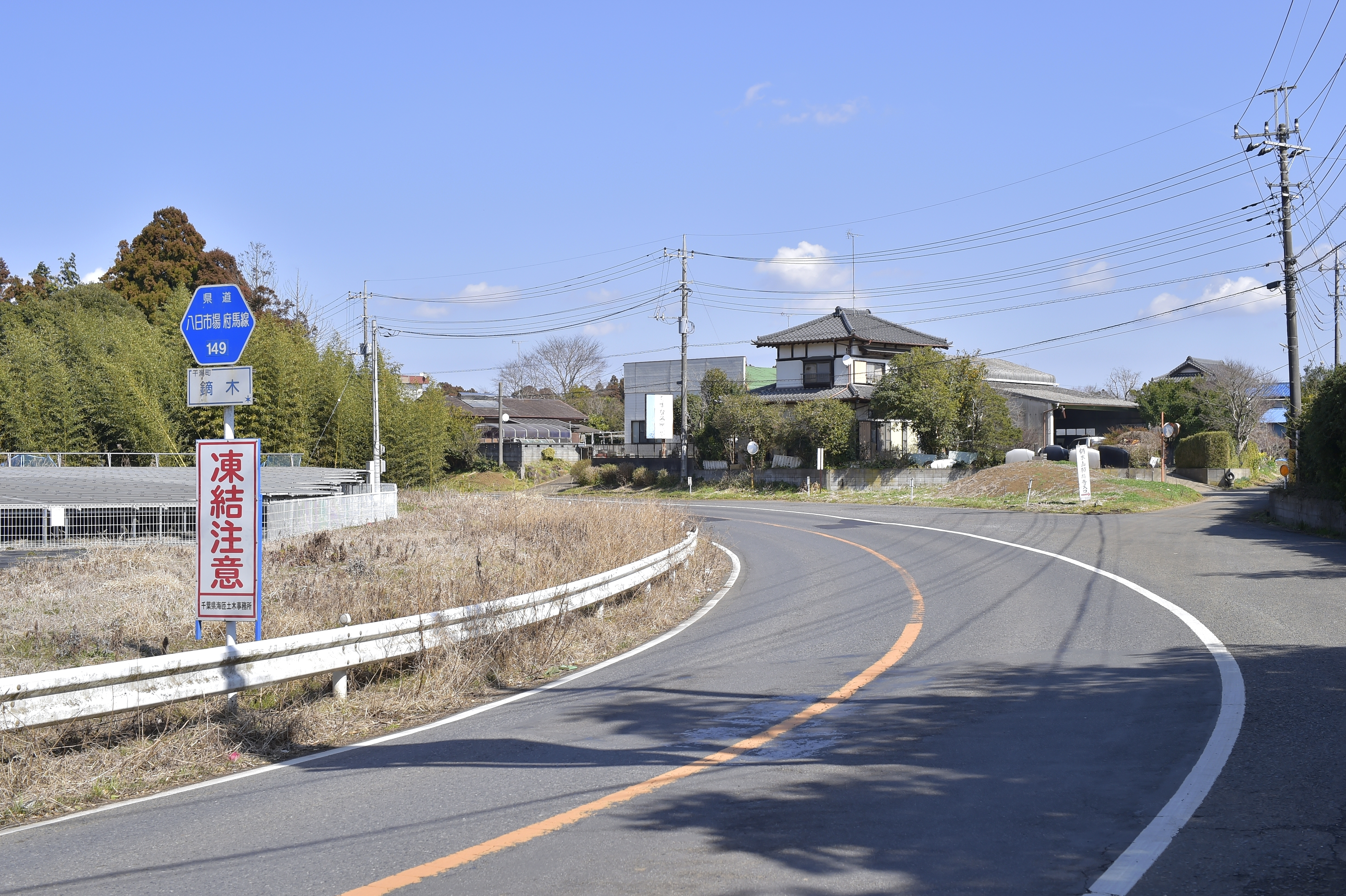
千葉県道149号八日市場府馬線
旭市鏑木（2023年3月）

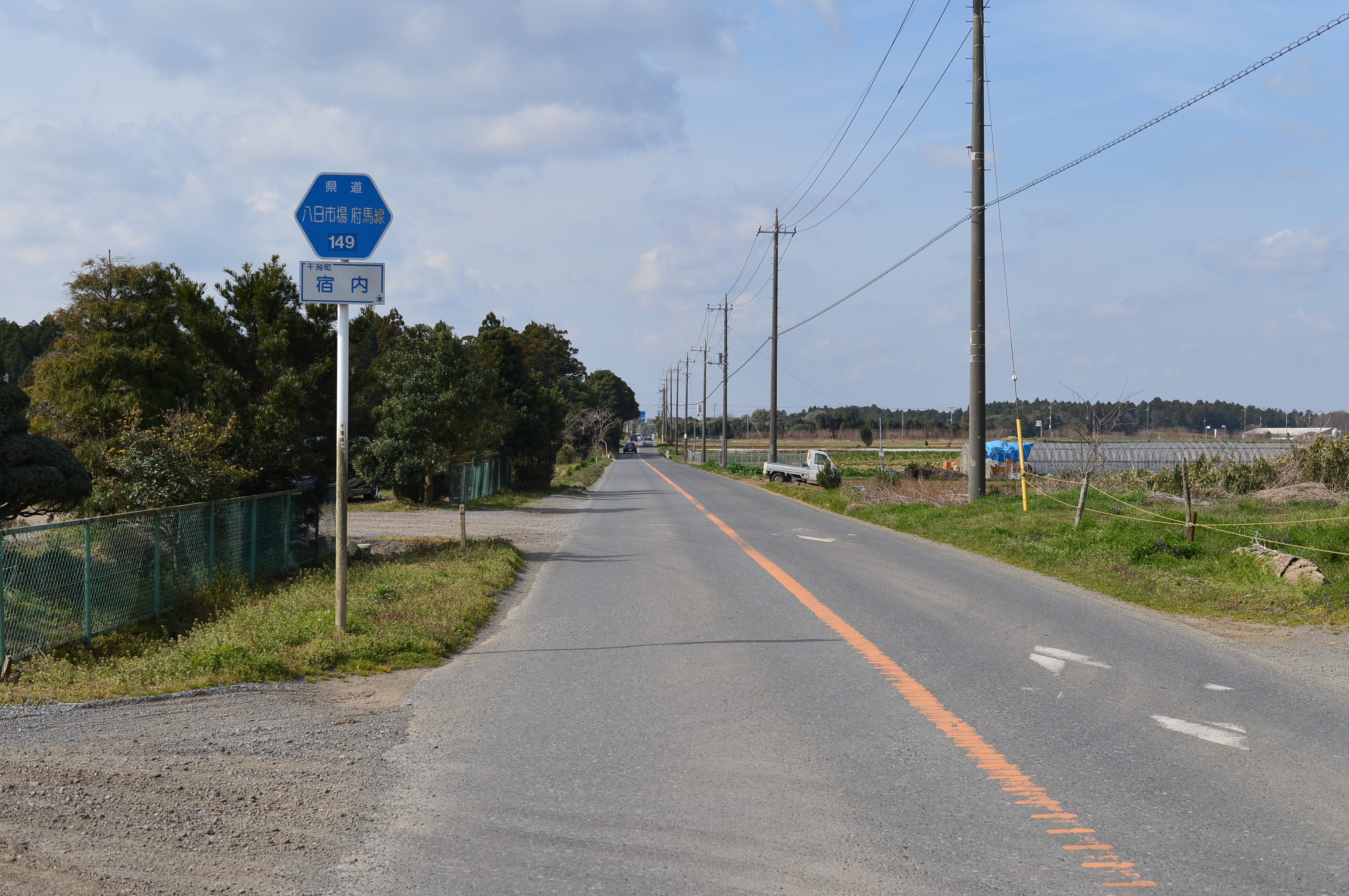
香取市府馬（2015年3月）

千葉県道149号八日市場府馬線（ちばけんどう149ごう ようかいちばふません）は、千葉県匝瑳市と香取市を結ぶ一般県道。

## 概要
- 起点：匝瑳市大寺（千葉県道74号多古笹本線・千葉県道114号八日市場山田線交点）
- 終点：香取市府馬（千葉県道28号旭小見川線・千葉県道125号山田栗源線交点）

## 地理

### 通過する自治体
- 匝瑳市
- 旭市
- 香取市

### 交差する道路
- 千葉県道114号八日市場山田線（起点 - 旭市鏑木）※一部重複
- 千葉県道74号多古笹本線（起点 - 旭市鏑木）※一部重複
- 千葉県道56号佐原椿海線（旭市鏑木）※一部重複
- 千葉県道70号大栄栗源干潟線（旭市鏑木）
- 千葉県道28号旭小見川線・千葉県道125号山田栗源線（終点）